# Festival de Eurovisión de Jóvenes Músicos 2016
El XVIII Festival de Eurovisión de Jóvenes Músicos se celebró en la ciudad alemana de Colonia el día 3 de septiembre de 2016 siendo la tercera vez que el festival esté a cargo de la emisora de radiodifusión alemana Westdeutscher Rundfunk (WDR) y la segunda vez que se celebra consecutivamente en la misma ciudad como en la anterior XVII Edición de 2014. El evento fue conducido por Daniel Hope y Tamina Kallert.
El evento fue realizado en un espectacular escenario junto a la Catedral de Colonia donde los participantes estuvieron a todo momento acompañados por la Orquesta Sinfónica de la WDR de Colonia.
En esta edición participaron 11 países con el debut de San Marino, pero cuatro países se retirarían de la competencia.
El ganador de esta edición fue el músico Polaco Lukasz Dyczko, siendo la primera vez que gana un artista el cual su instrumento es el Saxofón.

## Sede
Aparte de Colonia, Budapest también mostró interés por acoger el festival pero en una reunión de los representantes de las respectivas radiodifusoras de Noruega, Eslovenia y Países Bajos. Decidieron darle la sede a la Alemana Westdeutscher Rundfunk.
Exactamente el 9 de septiembre de 2014, oficialmente se anunció que Colonia acogería el Festival de Eurovisión de Jóvenes Músicos de 2016. Siendo la tercera vez que Alemania acogería el festival luego de 2014 y el Festival de Eurovisión de Jóvenes Músicos 2002 realizado en Berlín.

## Formato
Cada uno de los 11 participantes, debió hacer una interpretación de hasta 6 minutos de duración, que sería juzgado por un grupo de 5 jueces que comentaron la actuación de cada participante, añadiéndole interacción al espectáculo. Finalmente cada jurado daría sus puntuaciones y recibirían sus premios los respectivos 3 primeros lugares.

## Jurado
El jurado de esta edición estuvo formado por:
- Julian Rachlin, Ganador del Festival de Eurovisión de Jóvenes Músicos 1988 por Austria
- Jonathan Cohen, Fundador del grupo británico "Arcangelo"
- Tine Thing Helseth, Subcampeona del Festival de Eurovisión de Jóvenes Músicos 2006
- Andreas Hofmeir, Ganador del Echo Klassik como instrumentista del año en 2013
- Alice Sara Ott, Ganadora del Echo Klassik como joven artista del año en 2010

## Países participantes
Un total de 11 países han participado este año.
| País y TV          | Representante        | Instrumento    | Proceso y fecha de selección |
| ------------------ | -------------------- | -------------- | ---------------------------- |
| Alemania WDR       | Raul Maria Dignola   | Cuerno francés | -                            |
| Austria ORF        | Dominik Wagner       | Contrabajo     | -                            |
| Croacia HRT        | Marko Martinović     | Tamburitza     | -                            |
| Eslovenia RTVSLO   | Zala Vidic           | Violonchelo    | -                            |
| Malta PBS          | Dmitry Ishkhanov     | Piano          | -                            |
| Hungría MTVA       | Jakab Roland Attila  | Violin         | -                            |
| Noruega NRK        | Ludvig Gudim         | Violin         | -                            |
| Polonia TVP        | Łukasz Dyczko        | Saxófono       | -                            |
| República Checa ČT | Robert Bily          | Piano          | -                            |
| San Marino SMRTV   | Francesco Stefanelli | Violonchelo    | -                            |
| Suecia SVT         | Eliot Nordqvist      | Piano          | -                            |

## Predecesor y sucesor
| Predecesor: Colonia 2014 | Festival de Eurovisión de Jóvenes Músicos Colonia 2016 | Sucesor: Edimburgo 2018 |

- Datos: Q18620946
- Multimedia: Eurovision Young Musicians 2016 / Q18620946